# Ute Gerhard (Schauspielerin)
Ute Gerhard (* 10. Februar 1947 in Wiesbaden; † 16. April 1987 in Berlin) war eine deutsche Schauspielerin bei Bühne und Fernsehen.

## Leben und Wirken
Die gebürtige Wiesbadenerin erhielt ihre Schauspielausbildung bei Eduard Marks in Hamburg, wo sie anschließend am Jungen Theater auch ihr Bühnendebüt gab. Anschließend sah man Ute Gerhard an diversen Berliner Bühnen (Berliner Theater, Komödie etc.), ehe sie mit Stückverträgen freischaffende Künstlerin (beispielsweise an Stuttgarts Theater im Marquardt) wurde. Gerhard arbeitete auch für den Hörfunk und als Synchronsprecherin und absolvierte Tourneen. Zeitgleich trat sie ab 1965 auch im Fernsehen auf. 
Ute Gerhard starb im April 1987 im Alter von 40 Jahren in Berlin nach langer Erkrankung, die sie ab 1983 nicht mehr auftreten ließ.

## Filmografie
- 1965: Der Heiratsschwindler heiratet
- 1966: Förster Horn (4 Folgen)
- 1968: Ein Fall aus lauter Liebe
- 1969: Die lieben Kinder
- 1970: Bambule
- 1970: Unternehmer
- 1971: Tatort: Wenn Steine sprechen
- 1972: Die rote Kapelle
- 1974: Lohn und Liebe
- 1976: Verdunkelung
- 1977: Direktion City (Fernsehserie, Folge Goldopa)
- 1982: Die Beine des Elefanten
- 1983: Die flambierte Frau